# Red Argentina de Jardines Botánicos
Según las normas del BGCI , la WWF y la UICN (1996) se define como Jardín Botánico a “aquella institución con colecciones de plantas mantenidas y ordenadas científicamente. Por otra parte los criterios básicos que deben cumplir las áreas que quieran ser clasificadas como "Jardines Botánicos" son los siguientes:
- Permanencia en el tiempo
- Mantenimiento de colecciones de plantas con una base científica y con documentación apropiada
- Monitoreo de las plantas mantenidas en colección
- Contacto permanente con el público
- Establecimiento y mantenimiento de comunicación e intercambio de material con otros e instituciones afines.

(BGCI, WWF y UICN, 1996)

## Creación de la Red Argentina de Jardines Botánicos
La RAJB, Red Argentina de Jardines Botánicos, fue creada en las "XXV Jornadas Argentinas de Botánica", el 19 de noviembre de 1996, en la ciudad de Mendoza, provincia de Mendoza. La sede de la RAJB, en 2006, se encuentra en el Jardín Botánico “Arturo E. Ragonese”, CNRN, INTA Castelar, Castelar, provincia de Buenos Aires. 
La RAJB coordina actividades y promueve la comunicación entre los 37 Jardines Botánicos y 12 en proyecto de Argentina. Otros de sus objetivos son complementar los programas de conservación "in situ" para encarar la problemática de manera integrada, elevar la conciencia pública sobre el valor de las plantas a través de programas educacionales y trabajar para obtener el reconocimiento político y jerarquización de las tareas llevadas a cabo por los jardines botánicos en la conservación y uso sustentable de nuestros recursos vegetales.

## Listado  de los Jardines Botánicos
| Nombre                                                                                   | Localidad                     | Provincia       |
| ---------------------------------------------------------------------------------------- | ----------------------------- | --------------- |
| Jardín Botánico de Altura FFI –UBA                                                       | Tilcara                       | Jujuy           |
| Parque Nacional Los Cardones                                                             | Cachi                         | Salta           |
| Arboretum Guaycolec Facultad de Recursos Naturales UNF                                   | Ciudad de Formosa             | Formosa         |
| Jardín Botánico de la Fundacón Miguel Lillo [web/http://www.lillo.org.ar]                | San Miguel de Tucumán         | Tucumán         |
| Parque Jardín Botánico, UNTUC y Arboretum Fac. Agron. Zoot                               | San Miguel de Tucumán         | Tucumán         |
| Parque Jardín Botánico San Antonio                                                       | Fray M. Esquiú                | Catamarca       |
| Museo Casa y Jardín Schulz                                                               | Colonia Bénitez               | Chaco           |
| Jardín Árido, EMETA                                                                      | Chamical                      | La Rioja        |
| Jardín Botánico UNSE                                                                     | Ciudad de Santiago del Estero | Sgo. del Estero |
| Jardín Botánico Alberto Roth de Posadas                                                  | Posadas                       | Misiones        |
| Jardín Botánico Selva Misionera, FCF, UNAM                                               | Eldorado                      | Misiones        |
| Jardín Botánico Ciudad de Corrientes                                                     | Ciudad de Corrientes          | Corrientes      |
| Jardín Botánico Lorenzo Parodi                                                           | Ciudad de Santa Fe            | Santa Fe        |
| Jardín Botánico Facultad de Ciencias Agrarias UNL                                        | Esperanza                     | Santa Fe        |
| Jardín Botánico Municipal San Carlos                                                     | Centro San Carlos Centro      | Santa Fe        |
| Jardín Botánico Oro Verde UNER                                                           | Paraná                        | Entre Ríos      |
| Jardín Botánico Ca–á-Porá                                                                | Concordia                     | Entre Ríos      |
| Bosque Autóctono El Espinal UNRC                                                         | Río Cuarto                    | Córdoba         |
| Jardín Botánico de la Municipalidad de Córdoba                                           | Ciudad de Córdoba             | Córdoba         |
| Jardín Botánico Dr. M. Culaciati                                                         | Huerta Grande                 | Córdoba         |
| Parque Jardín Botánico Universidad Católica Córdoba                                      | Ciudad de Córdoba             | Córdoba         |
| Jardín Botánico Chacras de Coria UNC                                                     | Chacras de Coria              | Mendoza         |
| Jardín Botánico UNSL                                                                     | Ciudad de San Luis            | San Luis        |
| Jardín Botánico Facultad Ing. Agr. UNSL                                                  | Villa Mercedes                | San Luis        |
| Parque Jardín Botánico El Viejo Molino                                                   | Merlo                         | San Luis        |
| Jardín Botánico L. Hauman UBA                                                            | Buenos Aires                  | Ciudad Autónoma |
| Jardín Botánico de Buenos Aires Carlos Thays                                             | Buenos Aires                  | Ciudad Autónoma |
| Jardín Didáctico Bernardino Rivadavia, MACN                                              | Buenos Aires                  | Ciudad Autónoma |
| Jardín Japonés, FAJ                                                                      | Buenos Aires                  | Ciudad Autónoma |
| Parque Jardín Botánico Ciudad Universitaria FCEN UBA                                     | Buenos Aires                  | Ciudad Autónoma |
| Rel. Fitológicas Internac.                                                               | Buenos Aires                  | Ciudad Autónoma |
| Jardín Botánico A. Ragonese INTA                                                         | Castelar                      | Buenos Aires    |
| Jardín Botánico C. Spegazzini UNLP                                                       | La Plata                      | Buenos Aires    |
| Jardín Agrobotánico Santa Catalina UNLP                                                  | Llavallol                     | Buenos Aires    |
| Jardín Botánico de Ezeiza                                                                | Ezeiza                        | Buenos Aires    |
| Parque Jardín Botánico Pedersen APN                                                      | Otamendi                      | Buenos Aires    |
| Jardín Botánico Edgardo N. Orfila                                                        | Azul                          | Buenos Aires    |
| Jardín Botánico de Bahía Blanca                                                          | Bahía Blanca                  | Buenos Aires    |
| Jardín Botánico Pillahuincó, Parque Provincial Ernesto Tornquist                         | Tornquist                     | Buenos Aires    |
| Jardín Biológico de América                                                              | América                       | Buenos Aires    |
| Jardín Botánico J. Williamson UNLP                                                       | Santa Rosa                    | Buenos Aires    |
| Jardín Botánico Río Azul INTA Servicio Forestal Andino, Ministerio de Recursos Naturales | El Bolsón                     | Río Negro       |
| Jardín Botánico CENPAT                                                                   | Puerto Madryn                 | Chubut          |
| Jardín del Árido San Juan Bosco                                                          | Comodoro Rivadavia            | Chubut          |
| Proyecto Jardín Botánico Estepa Patagónica                                               | Aldea Epuleff                 | Chubut          |